# Ernest Josep Ramon Suñer
Ernest Josep Raimon Sunyer (Portbou, 2 de setembre de 1889 - Mendoza, 19 de desembre de 1946) fou un director i compositor català.
Va estudiar juntament amb Enric Granados i Adrià Esquerrà. A més, va ser subdirector de la Schola Choral i director de l’Orfeó Fivaller de Barcelona.
A finals de 1910 va viatjar a l'Argentina. Va ser docent a Buenos Aires, on ensenyà piano, harmonia, contrapunt, fuga i composició. Va pronunciar diverses conferències a la mateixa ciutat, La Plata, Rosario i Montevideo.
El 1911 va fundar i dirigir l’Orfeó Català del Casal Català i va emparaular dos-cents concerts en catorze anys d’actuació. Va presentar obres d'Enrique Morera, Clavé, Bach, Mozart i Weber. També va dirigir la Schola Choral i Orfeó Argentí del conservatori nacional de Wilde. El 1946 el Cor d’Adults del Conservatori Nacional de Música de la Universitat Nacional de Cuyo Mendoza.

## Obres
Per a veu i acompanyament: 
- Estampas de la Vida de Santa Teresita

Per a veus:
- A la nostra bandera
- El pardal
- Els estudiants de Tolosa
- La font
- La nostra dança
- Lliris i roselles
- Record
- Sota l'olivera

Per a conjunt instrumental:
- Cuarteto
- Faust Casals
- Adagio fúnebre
- Catalanesca
- Primera glossa de cançons